# Традиційний спосіб обмірювання
Традиційний спосіб обмірювання (рідше Старий метод будівельника, англ. Builder's Old Measurement, BOM) — метод наближеного розрахунку (оцінювання) тоннажу або вантажності судна за основними розмірами, використовуваний в Англії приблизно від 1650 до 1849 року. Спочатку вводився для оподаткування торгових суден, пізніше став обов'язковим для британського тоннажу, приватного і казенного.

## Походження
Оскільки методів точного розрахунку тоннажу на початок будівництва не було, а потреба в оцінці була, будівельники застосовували кілька наближених методів.
Усі методи неминуче були неточними, але все ж давали загальний підхід і дозволяли порівнювати судна різних розмірів і типів. Описуваний метод полягає в оцінці тоннажу за довжиною та найбільшою шириною.

Формула має вигляд:
де: T — тоннаж;
L — довжина у футах, від форштевня до ахтерштевня;
B — найбільша ширина, у футах.
Так оцінювали вантажність судна в тоннах, тобто вагу, також звану дедвейт. Отриманий тоннаж позначали на письмі із суфіксом англ. bm, абоангл. tons burthen, що вказує на метод обчислення.

## Історія та розвиток
1303 року король Едуард I ввів у Англії перший податок на фрахтовані судна з розрахунку на брутто-тонну (англ. burthen, старовинний термін для брутто). Пізніше король Едуард III стягував податок 3 шилінги на кожен ввезений tun («тонну», бочку) вина, рівний сучасним £58,35 (використовуючи останній рік правління Едуарда III, 1377, як базовий). У той час tun був вмістищем вина на 252 галонів вагою близько 2240 фунтів (1020 кг). Для того, щоб оцінити оподатковувану місткість судна в «туннах», в Англії спочатку використовували формулу:
де: L — довжина (не уточнюється яка), у футах;
B — ширина, у футах;
D — глибина трюму від головної палуби, у футах.
Чисельник дає внутрішній об'єм судна в кубічних футах. Якщо tun прийняти за еквівалент 100 кубічних футів, то тоннаж буде просто числом таких 100-футових об'ємних «тун».
Дільник 100 безрозмірний, тому тоннаж виражається у фут³/тун.
1678 року кораблебудівники на Темзі використовували метод за дедвейтом, приймаючи, що навантаження судна становить 3/5 від водотоннажності. Оскільки водотоннажність розраховується як добуток довжина × ширина × осадка × коефіцієнт загальної повноти та поділу на 35 фут³ на тонну морської води, отримана формула для дедвейту виглядатиме так:
де: D — осадка, що приймається рівною ½ ширини;
DW — дедвейт, приймається рівним 3/5 від водотоннажності;
Коефіцієнт загальної повноти береться середній 0,62
35 фут³ — об'єм 1 тонни морської води.

Або, розкриваючи:
1694 року новий британський закон вимагав, щоб тоннаж для цілей оподаткування розраховувався за аналогічною формулою:
де D — глибина трюму. Ця формула залишалася в силі, до введення 1720 року Традиційного методу обміру, який Парламент узаконив 1773 року.
Формули традиційного способу залишалися чинними до появи парової машини. Для пароплавів знадобився інший метод оцінення тоннажу, тому що відношення довжини до ширини було більшим і значні об'єми всередині корпусу займали котли та машини. 1849 року у Великій Британії першим Актом про торговий флот введено систему Мурсома, названу ім'ям головного сюрвеєра за тоннажем Джорджа Мурсома (англ. George Moorsom).
Замість розрахунку дедвейту, за системою Мурсома обчислюють вантажомісткість у кубічних футах, тобто об'ємну міру, а не вагову. Місткість у кубічних футах потім ділиться на 100 фут³ об'єму на валову тонну, в результаті отримують місткість у тоннах.
До початку XX століття систему Мурсома було прийнято за основу більшості національних реєстрових систем, але через відмінності в її застосуванні країнами, починаючи від 1925 року, велися пошуки єдиної міжнародної системи. Однак лише 1969 року прийнято Міжнародну конвенцію IMO щодо обміру. Від 18 липня 1994 року набула повної сили її поточна версія.

## Визначення глибини

### Глибина від палуби
Висота, виміряна в міделі, від нижньої точки корпусу, за винятком кіля, до верхньої суцільної вздовж усього корабля палуби.

### Глибина трюму
Внутрішній простір; висота від нижньої точки корпусу всередині корабля, в міделі, до підволоку, утвореного верхньою суцільною вздовж усього корабля палубою. Для старих військових кораблів глибину вимірювали до найнижчої суцільної палуби.

### Головна палуба
Головна палуба, яка використовується при вимірах глибини, зазвичай визначається як верхня суцільна по всій довжині палуба. У корабля XVI століття Mary Rose головна палуба була другою зверху суцільною палубою. У розрахунку тоннажу Mary Rose замість глибини використовували осадку.